# Jamie Brooks
Jamie Brooks (Hull, Inglaterra; 4 de junio de 1982) es una actriz pornográfica británica.
Jamie nació en Inglaterra, comenzó su carrera en 2003 cuando tenía 21 años y en ese corto espacio de tiempo ha interpretado más de 300 películas porno, pasando a ser en cuestión de poco tiempo una actriz de la industria porno de fama mundial.

## Premios
- 2006 Premios AVN nominada – Mejor Escena de Sexo Oral, Video – Ass Quake[2]
- 2007 Premios UK Adult Film and Television Awards ganadora – Mejor Actriz en Escena de Sexo Anal – Cream Bunz[3]